# Víctor del Árbol
Víctor del Árbol, né le 6 novembre 1968 à Barcelone, est un romancier espagnol, auteur de roman policier.

## Biographie
Víctor del Árbol fait des études supérieures en histoire à l'Université de Barcelone. De 1992 à 2012, il travaille comme fonctionnaire du gouvernement de la Catalogne (corps de la police autonome catalane, les Mossos d'Esquadra). Il participe également à une émission radiophonique de Ràdio Estel.
Il amorce une carrière d'écrivain avec la publication en 2006 du roman policier Le Poids des morts (El peso de los muertos). C'est toutefois la parution en 2011 de La Tristesse du samouraï (La tristeza del samurai), traduit en une douzaine de langues et best-seller en France, qui lui apporte la notoriété. Pour ce roman, il remporte plusieurs distinctions, notamment le prix du polar européen 2012. 
En 2015, son roman Toutes les vagues de l’océan  (Un millón de gotas) remporte le grand prix de littérature policière du meilleur roman étranger  et en 2018 le prix SNCF du polar 2018.
En 2016, il reçoit le prix Nadal pour La Veille de presque tout (La víspera de casi todo).
En 2017, il remporte le prix Caméléon, prix étudiant du roman étranger traduit en français décerné par  l'université Jean-Moulin-Lyon-III, pour son roman La Tristesse du samouraï.

## Œuvre

### Romans
- Le Poids des morts, Actes Sud, coll. « Actes noirs », 2020 ((es) El peso de los muertos, 2006), trad. Claude Bleton  (ISBN 978-2-330-12995-8)Réédition Actes Sud, coll. « Babel noir » no 278, 2022 (ISBN 978-2-330-16774-5)
- La Tristesse du samouraï, Actes Sud, coll. « Actes noirs », 2011 ((es) La tristeza del samurai, 2011), trad. Claude Bleton  (ISBN 978-2-330-00225-1)Réédition Actes Sud, coll. « Babel noir » no 73, 2013 (ISBN 978-2-330-01514-5) - Prix du polar européen 2012 du Point
- La Maison des chagrins, Actes Sud, coll. « Actes noirs », 2013 ((es) Respirar por la herida, 2013), trad. Claude Bleton  (ISBN 978-2-330-02246-4)Réédition Actes Sud, coll. « Babel noir » no 143, 2015 (ISBN 978-2-330-05640-7)
- Toutes les vagues de l’océan, Actes Sud, coll. « Actes noirs », 2015 ((es) Un millón de gotas, 2014), trad. Claude Bleton  (ISBN 978-2-330-04344-5)Réédition Actes Sud, coll. « Babel noir » no 169, 2017 (ISBN 978-2-330-07281-0) - Grand prix de littérature policière 2015 et prix SNCF du polar 2018[3]
- La Veille de presque tout, Actes Sud, coll. « Actes noirs », 2017 ((es) La víspera de casi todo, 2016), trad. Claude Bleton  (ISBN 978-2-330-07266-7)Réédition Actes Sud, coll. « Babel noir » no 224, 2019 (ISBN 978-2-330-11999-7) - Prix Nadal 2016
- Par-delà la pluie, Actes Sud, coll. « Actes noirs », 2019 ((es) Por encima de la lluvia, 2017), trad. Claude Bleton  (ISBN 978-2-330-11777-1)Réédition Actes Sud, coll. « Babel noir » no 249, 2021 (ISBN 978-2-330-14677-1)
- Avant les années terribles, Actes Sud, coll. « Actes noirs », 2021 ((es) Antes de los años terribles, 2019), trad. Claude Bleton  (ISBN 978-2-330-15316-8)Réédition Actes Sud, coll. « Babel noir » no 298, 2023 (ISBN 978-2-330-18107-9)
- Le Fils du père, Actes Sud, coll. « Actes noirs », 2023 ((es) El hijo del padre, 2021), trad. Claude Bleton  (ISBN 978-2-330-18121-5)Réédition, Actes Sud, coll. « Babel noir » no 316, 2025, 480 p. (ISBN 978-2-330-19999-9)
- Personne sur cette terre, Actes Sud, coll. « Actes noirs », 2025 ((es) Nadie en esta tierra, 2023), trad. Alexandra Carrasco, 352 p.  (ISBN 978-2-330-20679-6)[5]

### Nouvelles
- Les Pigeons de Paris, La Contre Allée, 2016 ((es) Las palomas de París), trad. Claude Bléton  (ISBN 978-2-917-81749-0)

## Prix et distinctions

### Prix
- Prix du polar européen 2012 pour Tristesse du samouraï[6].
- Grand prix de littérature policière 2015 pour Toutes les vagues de l’océan[7].
- Prix Nadal 2016 pour La Veille de presque tout[8].
- Prix Caméléon 2016 pour La Tristesse du samouraï[9].
- Prix SNCF du polar 2018 pour Toutes les vagues de l’océan[10].

### Nomination
- Trophée Michèle Witta 2024 pour Le Fils du père[11]